# Tour de Santo Domingo de Silos
 (octobre 2019).
La tour de Santo Domingo de Silos, située place de la Compagnie dans le quartier historique de Cordoue, en Espagne, est, pratiquement, l'unique vestige conservé de l'église du même nom, fondée par Fernando III après la conquête de la ville et une des quatorze paroisses que le monarque a établi à Cordoue. Sa configuration actuelle est le fruit des œuvres réalisées par Francisco Vázquez en 1762 ou 1763. 
De ce même bâtiment est aussi conservé la Chapelle de la Conception, intégrée actuellement dans les Archives Historiques Provinciales de Cordoue. L'ensemble constitue un exemple, au moins visuel, d'une Cordoue aujourd'hui déjà disparue. 
La tour de Santo Domingo de Silos est déclarée Bien d'intérêt culturel dans la catégorie de monument depuis 2001.

## Description
La tour est de style baroque. Elle présente un plan cadré, avec trois étages superposés de taille décroissante. Les rares restes de peinture conservées révèlent qu'elle était polychrome, ce qui était habituel dans les constructions baroques.

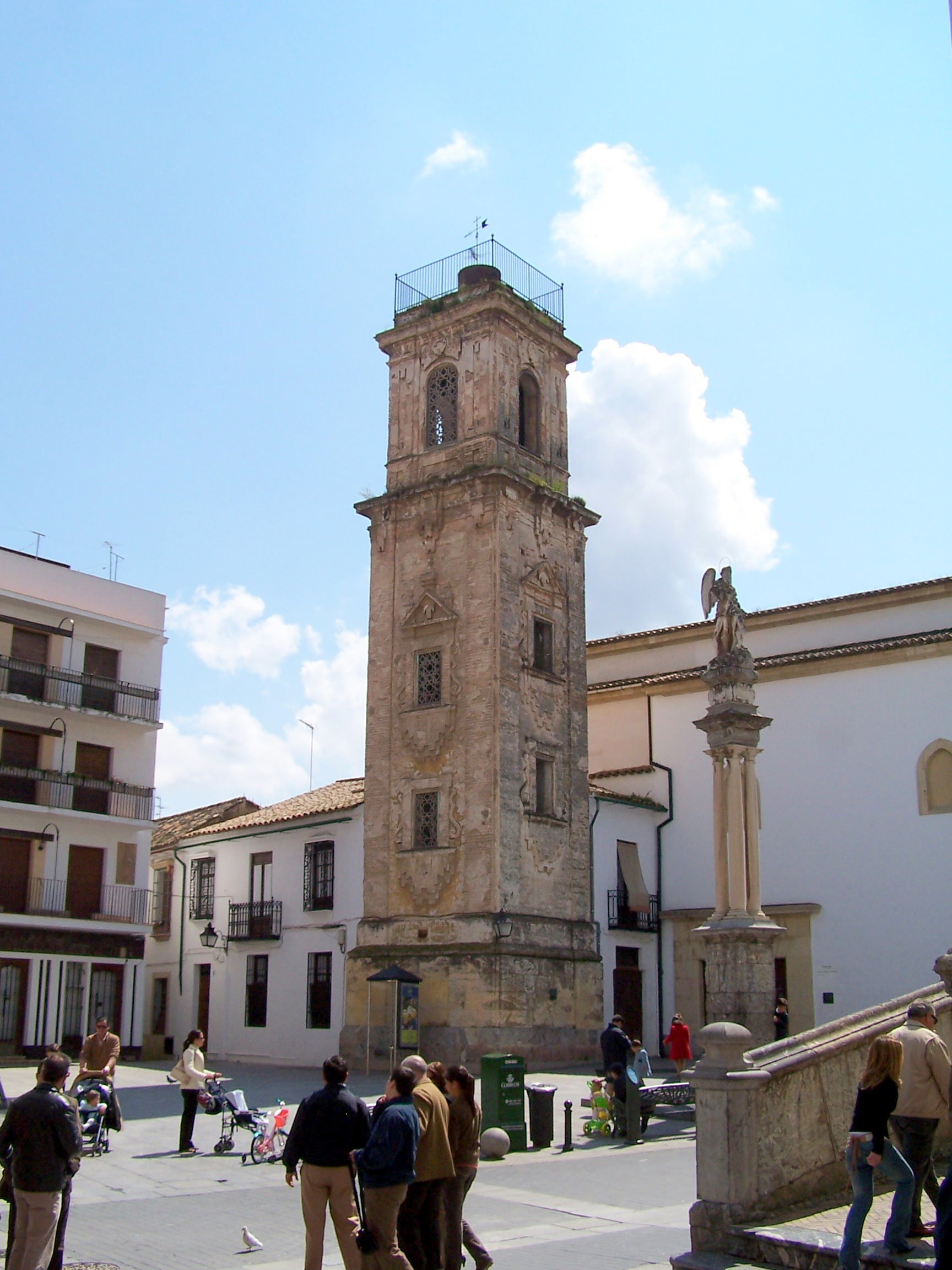
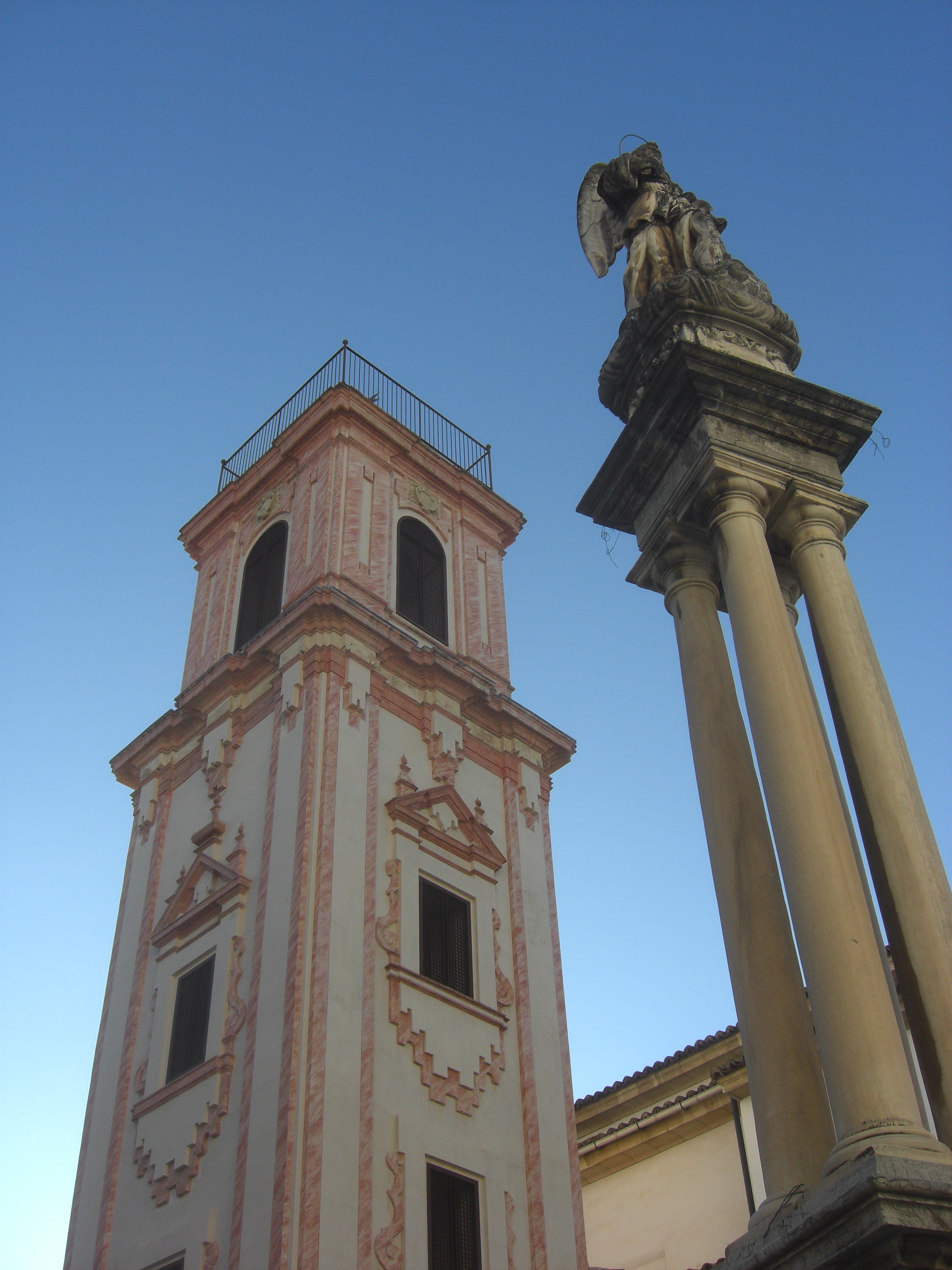